# Szolnoki toronyház
A szolnoki toronyház (a köznyelvben „huszonnégyemeletes”) a szolnoki pályaudvar előtt álló magasház, amely 81 méteres magasságával és 22 lakott emeletével Magyarország legmagasabb lakóépülete. 23. emeletén működik az Uránia csillagvizsgáló szolnoki egysége. Huszonnegyedik emelete valójában nincs.

## Története

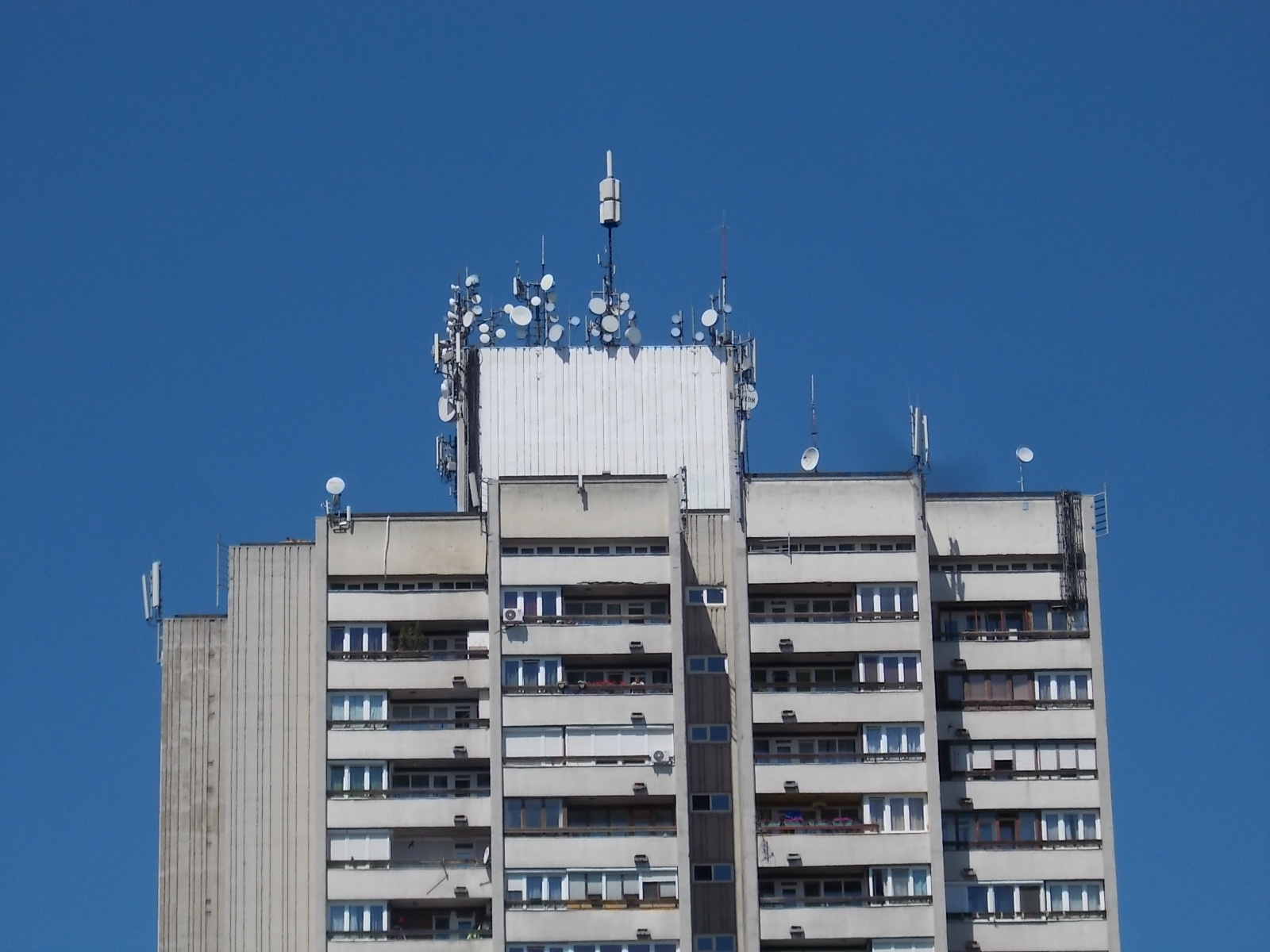
A ház legfelső szintjei

Az 1960-as évek végén, 1970-es évek elején Heim Ernő javaslatára kezdtek el főleg Budapesten toronyházakat építeni a városképileg hangsúlyos helyekre, „megjelölve” ezeket a pontokat. Ezen koncepció mentén született meg a szolnoki toronyház mellett még számos más épület is, mint például a Semmelweis Egyetem Elméleti Tömbje a budapesti Nagyvárad téren, illetve a szolnokihoz nem csak méretében és stílusában, de elhelyezkedésében is nagyon hasonló debreceni toronyház.
Az épületet a fenti elvek mentén a városi közlekedés egyik fontos pontjára, közvetlenül a vasútállomás mellé építették csúszózsaluzásos építési móddal. 1975-ben készült el az azóta megszűnt Szolnok Megyei Állami Építőipari Vállalat kivitelezésében. Tervezője Liszkai Károly volt. Az épület előtti szökőkúttal és parkolóval ellátott tér Kovács Dezsőné (ÉSZAKTERV) munkája.
A három lift a 22. emeletig szállítja az embereket, onnan gyalog lehet feljutni a 23. emeletre, ahol a Tudományos Ismeretterjesztő Társaság helyi irodája, valamint csillagvizsgáló működik. 24. emelet valójában nincs, ennek ellenére a helyi köznyelvben az épületre csak „huszonnégyemeletesként” szoktak utalni.   
A megközelítőleg nyolcvanezres lakosságú Szolnokot szokás „a magyar felhőkarcolók városa” névvel is illetni, ugyanis a Huszonnégyemeletesen kívül helyet kapott még a városban két, egyenként tizennyolc lakott emelettel bíró toronyház (a Várkonyi téren és a Városmajor úton), valamint egy tizenhat emeletes irodaház is (az Ady Endre úton).